# Constantin Hiott
Constantin Hiottu, ortografiat și Dinu Hiotu (Jurnalul Reginei Maria) (n. 1861 – d. 1941) a fost un om politic român.
A obținut licența în drept la Paris, devenind apoi colaborator al ziarului Epoca de la înființare, deputat de Vlașca și ministru plenipotențiar al României la Praga (până în 1925). A îndeplinit funcția de ministru al Casei Regale în anii 1925-1930.